# کالانکوئه کریسمس
کالانکوئه کریسمس (نام علمی: Kalanchoe blossfeldiana) نام یک گونه از سرده کالانکوئه است.